# David Morillas
David Morillas Jiménez (Águilas, 28 settembre 1986) è un calciatore spagnolo, difensore dell'Águilas.

## Carriera
Il 20 luglio 2019 viene acquistato a titolo definitivo dalla squadra spagnola dell'Ibiza.

## Statistiche

### Presenze e reti nei club
Statistiche aggiornate al 2 agosto 2022.
| Stagione        | Squadra          | Campionato      | Campionato | Campionato | Coppe nazionali | Coppe nazionali | Coppe nazionali | Coppe continentali | Coppe continentali | Coppe continentali | Altre coppe | Altre coppe | Altre coppe | Totale | Totale |
| Stagione        | Squadra          | Comp            | Pres       | Reti       | Comp            | Pres            | Reti            | Comp               | Pres               | Reti               | Comp        | Pres        | Reti        | Pres   | Reti   |
| --------------- | ---------------- | --------------- | ---------- | ---------- | --------------- | --------------- | --------------- | ------------------ | ------------------ | ------------------ | ----------- | ----------- | ----------- | ------ | ------ |
| 2010-2011       | Roquetas         | SDB             | 36         | 1          | -               | -               | -               | -                  | -                  | -                  | -           | -           | -           | 36     | 1      |
| 2011-2012       | Conquense        | SDB             | 38         | 1          | -               | -               | -               | -                  | -                  | -                  | -           | -           | -           | 38     | 1      |
| 2012-2013       | Arroyo           | SDB             | 33         | 0          | CR              | 3               | 0               | -                  | -                  | -                  | -           | -           | -           | 36     | 0      |
| 2013-2014       | La Hoya Lorca    | SDB             | 41         | 0          | CR              | 1               | 0               | -                  | -                  | -                  | -           | -           | -           | 42     | 0      |
| 2014-2015       | Huesca           | SDB             | 44         | 0          | CR              | 5               | 1               | -                  | -                  | -                  | -           | -           | -           | 49     | 1      |
| 2015-2016       | Huesca           | SD              | 31         | 0          | CR              | 3               | 0               | -                  | -                  | -                  | -           | -           | -           | 34     | 0      |
| ago. 2016       | Huesca           | SD              | 1          | 0          | CR              | 0               | 0               | -                  | -                  | -                  | -           | -           | -           | 1      | 0      |
| Totale Huesca   | Totale Huesca    | Totale Huesca   | 76         | 0          |                 | 8               | 1               |                    | -                  | -                  |             | -           | -           | 84     | 1      |
| ago. 2016-2017  | UCAM Murcia      | SD              | 26         | 1          | CR              | 4               | 0               | -                  | -                  | -                  | -           | -           | -           | 26     | 1      |
| 2017-2018       | Albacete         | SD              | 26         | 0          | CR              | 0               | 0               | -                  | -                  | -                  | -           | -           | -           | 26     | 0      |
| 2018-2019       | Rayo Majadahonda | SD              | 34         | 0          | CR              | 1               | 0               | -                  | -                  | -                  | -           | -           | -           | 35     | 0      |
| 2019-2020       | Ibiza            | SDB             | 19         | 0          | CR              | 2               | 0               | -                  | -                  | -                  | -           | -           | -           | 21     | 0      |
| 2020-2021       | Ibiza            | SDB             | 25         | 0          | CR              | 2               | 0               | -                  | -                  | -                  | -           | -           | -           | 27     | 0      |
| 2021-2022       | Ibiza            | SD              | 27         | 0          | CR              | 1               | 0               | -                  | -                  | -                  | -           | -           | -           | 28     | 0      |
| Totale Ibiza    | Totale Ibiza     | Totale Ibiza    | 71         | 0          |                 | 5               | 0               |                    | -                  | -                  |             | -           | -           | 76     | 0      |
| 2022-2023       | Alcorcón         | PF              | 0          | 0          | CR              | 0               | 0               | -                  | -                  | -                  | -           | -           | -           | 0      | 0      |
| Totale carriera | Totale carriera  | Totale carriera | 381        | 3          |                 | 22              | 1               |                    | -                  | -                  |             | -           | -           | 403    | 4      |